# Петър Джокич
Петър Джокич (на сръбски: Петар Ђокић) е политик от Република Сръбска, председател на Социалистическата партия в Босна и Херцеговина.

## Биография
Петър Джокич е роден на 29 юли 1961 година в град Бръчко, Босна и Херцеговина, Югославия. Средното си образование получава в Сараево.
Петър Джокич е работил във вътрешните работи, след това като директор на частната търговска компания „Интермаркет“, и като комисар за бежанците и разселените лица в Бръчко. Работил е като инспектор в комисариат за бежанците на Република Сръбска, бил е два пъти председател на Народното събрание на Сръбската република. Няколко пъти е служил като председател на Комитета за отбраната и сигурността на Република Сръбска. На 29 декември 2010 година става Министър на труда и ветераните от Република Сръбска.